# يزيك نواك
يزيك نواك (بالبولندية: Leszek Nowak)‏ هو فيلسوف بولندي، ولد في 7 يناير 1943 في بولندا، وتوفي بنفس المكان في 20 أكتوبر 2009.